# Nahnu dschund Allah dschund al-watan
Nahnu dschund Allah dschund al-watan (arabisch نحن جند الله جند الوطن, deutsche Übersetzung ‚Wir sind die Soldaten Gottes und der Heimat‘) ist seit der Unabhängigkeit 1956 die offizielle Nationalhymne Sudans.
Sie wurde geschrieben von Ahmad Muhammad Salih und komponiert von Ahmad Murdschan.

## Text
| نحن جند الله جند الوطن إن دعى داعي الفداء لم نخن نتحدى الموت عند المحن نشتري المجد بأغلى ثمن هذه الأرض لنا فليعيش سوداننا عالما بين الأمم يا بني السودان هذا رمزكم يحمل العبء ويحمي أرضكم |

## Transkription
Nahnu dschund Allāh dschund al-watan.

In daʿā dāʿī l-fidā' lam nachun.

Natahaddā l-maut ʿinda l-mihan.

Naschtarī l-madschd bi-aghlā thaman.

Hādhihī l-ard lanā! Fa-la-yaʿīsch Sūdānunā,

ʿālaman baina l-umam.

Yā banī s-Sudān, hādhā ramzukum;

Yahmil al-ʿib', wa-yahmī ardakum.

## Deutsche Übersetzung
Wir sind die Soldaten Gottes und der Heimat

Wir werden niemals daran scheitern uns zu opfern, wenn wir aufgerufen werden

Ob dem Tod trotzen, Elend oder Schmerz

Wir geben unser Leben für den Preis des Ruhms

Möge dieses Land, unser Sudan, lange leben

Allen Nationen den Weg weisend

Oh Stämme Sudans, aufgefordert jetzt zu dienen

Nehmt die Bürde und bewahrt Euer Land